# Angaria (genre)
Genre
Synonymes
- sous-genre Angaria (Pseudoninella) Sacco, 1896[1]

Angaria est un genre de gastéropodes marins de la famille des Angariidae, le seul de celle-ci à être représenté par quelques espèces non fossiles.

## Systématique
Le genre Angaria a été créé en 1798 par le naturaliste allemand Peter Friedrich Röding (1767-1846).

## Liste des espèces
Selon World Register of Marine Species (15 octobre 2021) :
- Angaria carmencita Günther, 2007
- Angaria complanata Gain, Belliard & Le Renard, 2018 †
- Angaria constantinensis Gain, Belliard & Le Renard, 2018 †
- Angaria coronata (Roemer, 1841) †
- Angaria delphinus (Linnaeus, 1758)
- Angaria exasperata (Dillwyn, 1817)
- Angaria formosa (Reeve, 1842)
- Angaria fossilis (K. Martin, 1879) †
- Angaria fratrummonsecourorum Günther, 2013
- Angaria guntheri Thach, 2018
- Angaria gymna (Cossmann & Pissarro, 1902) †
- Angaria incisa (Reeve, 1842)
- Angaria javanica K. Monsecour & D. Monsecour, 1999
- Angaria lilianae K. Monsecour & D. Monsecour, 2000
- Angaria maitim Dekker, 2020
- Angaria melanacantha (Reeve, 1842)
- Angaria neglecta Poppe & Goto, 1993
- Angaria neocaledonica Günther, 2016
- Angaria nhatrangensis Dekker, 2006
- Angaria nigellensis Gain, Belliard & Le Renard, 2018 †
- Angaria polyphylla (d'Orbigny, 1850) †
- Angaria poppei K. Monsecour & D. Monsecour, 1999
- Angaria proviliacensis Pacaud, 2017 †
- Angaria putong Dekker, 2020
- Angaria regleyana (Deshayes, 1824) †
- Angaria reynieri (Cossmann, 1913) †
- Angaria rubrovaria Günther, 2016
- Angaria rugosa (Kiener, 1838)
- Angaria scalospinosa Günther, 2016
- Angaria scobina (Brongniart, 1823) †
- Angaria scutellata Gain, Belliard & Le Renard, 2018 †
- Angaria sphaerula (Kiener, 1838)
- Angaria subcalcar (d'Orbigny, 1850) †
- Angaria turpini K. Monsecour & D. Monsecour, 2006
- Angaria tyria (Reeve, 1842)
- Angaria vicdani Kosuge, 1980

Angaria aculeata.
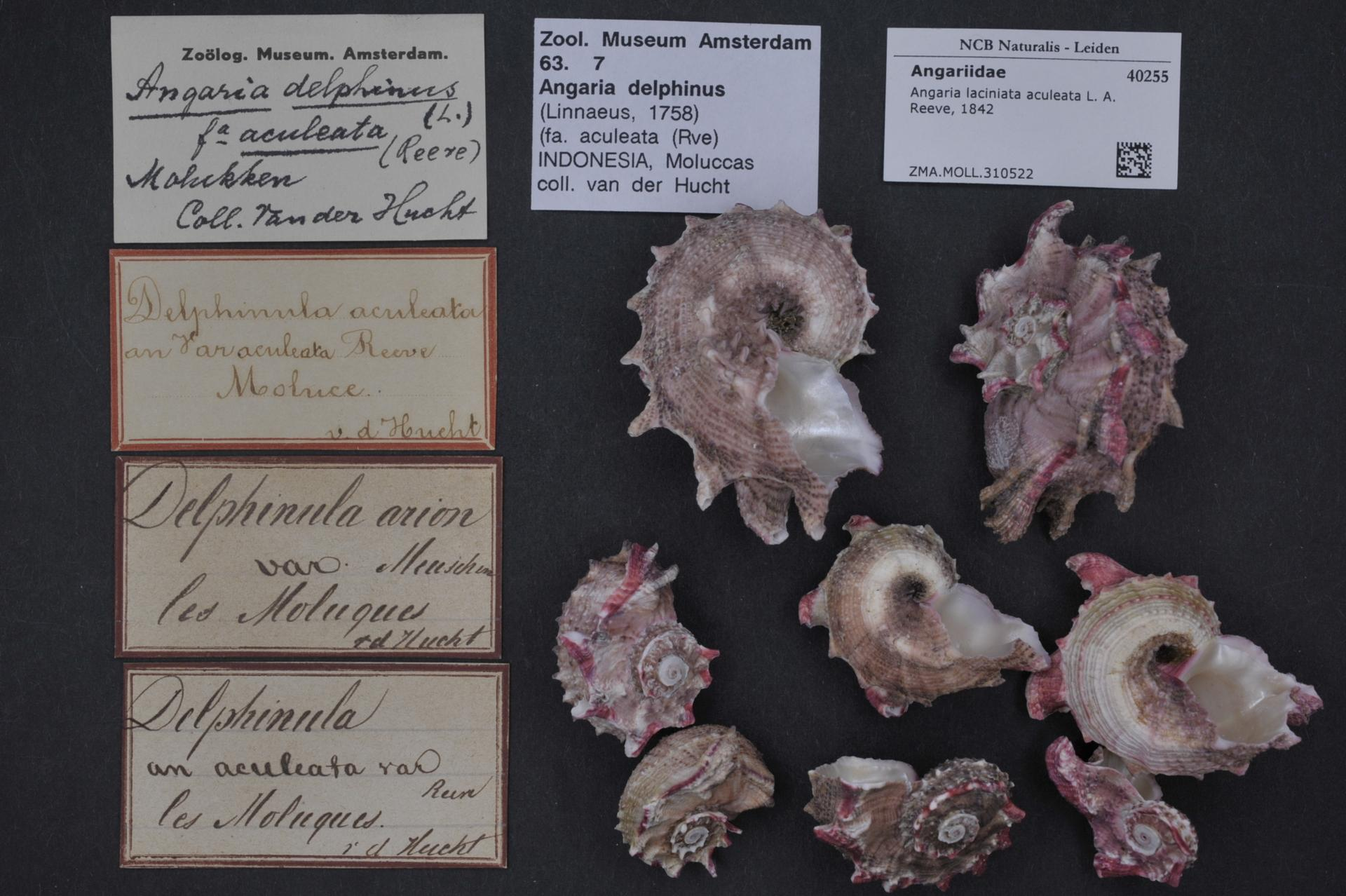
Angaria laciniata.
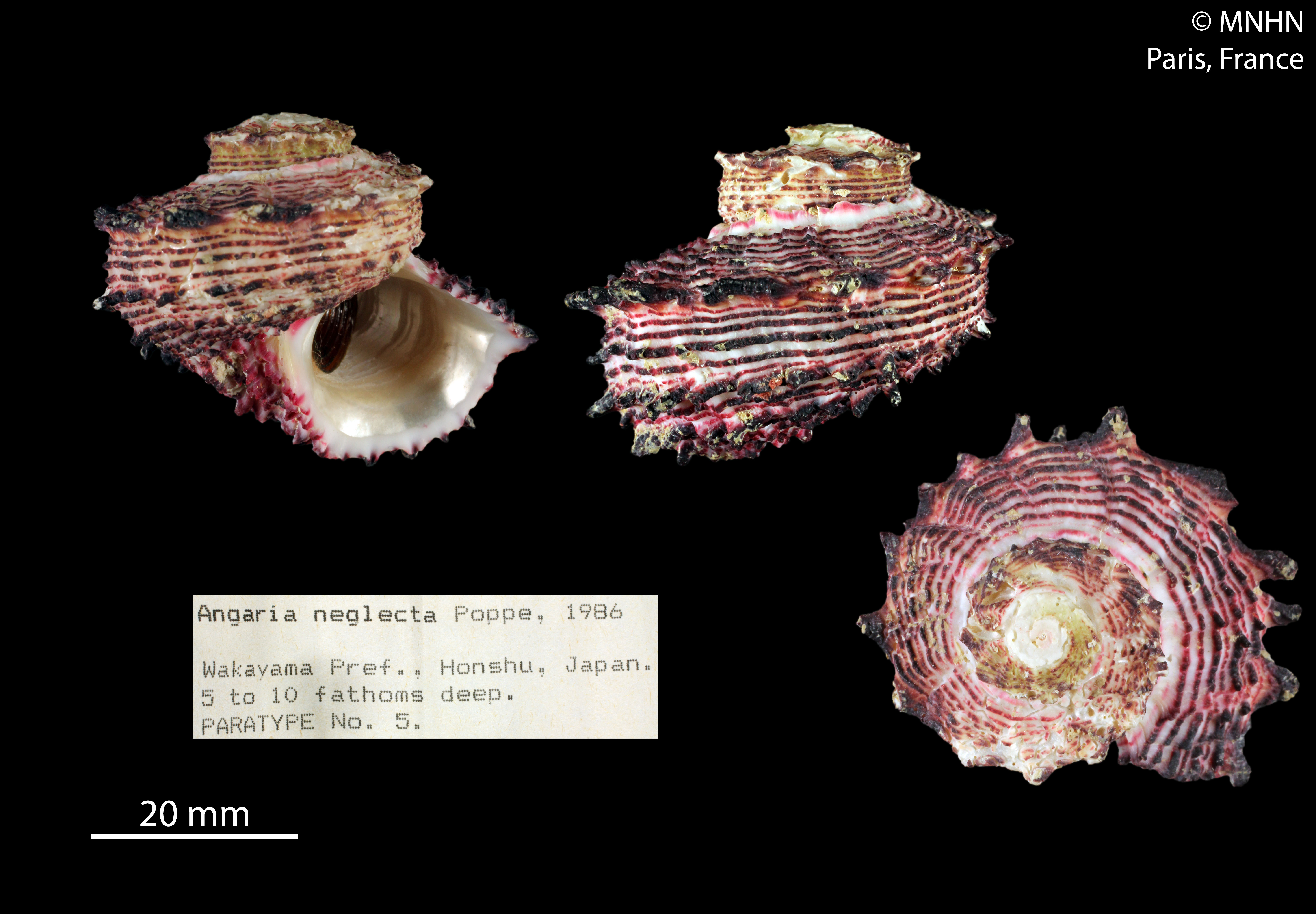
Angaria neglecta.
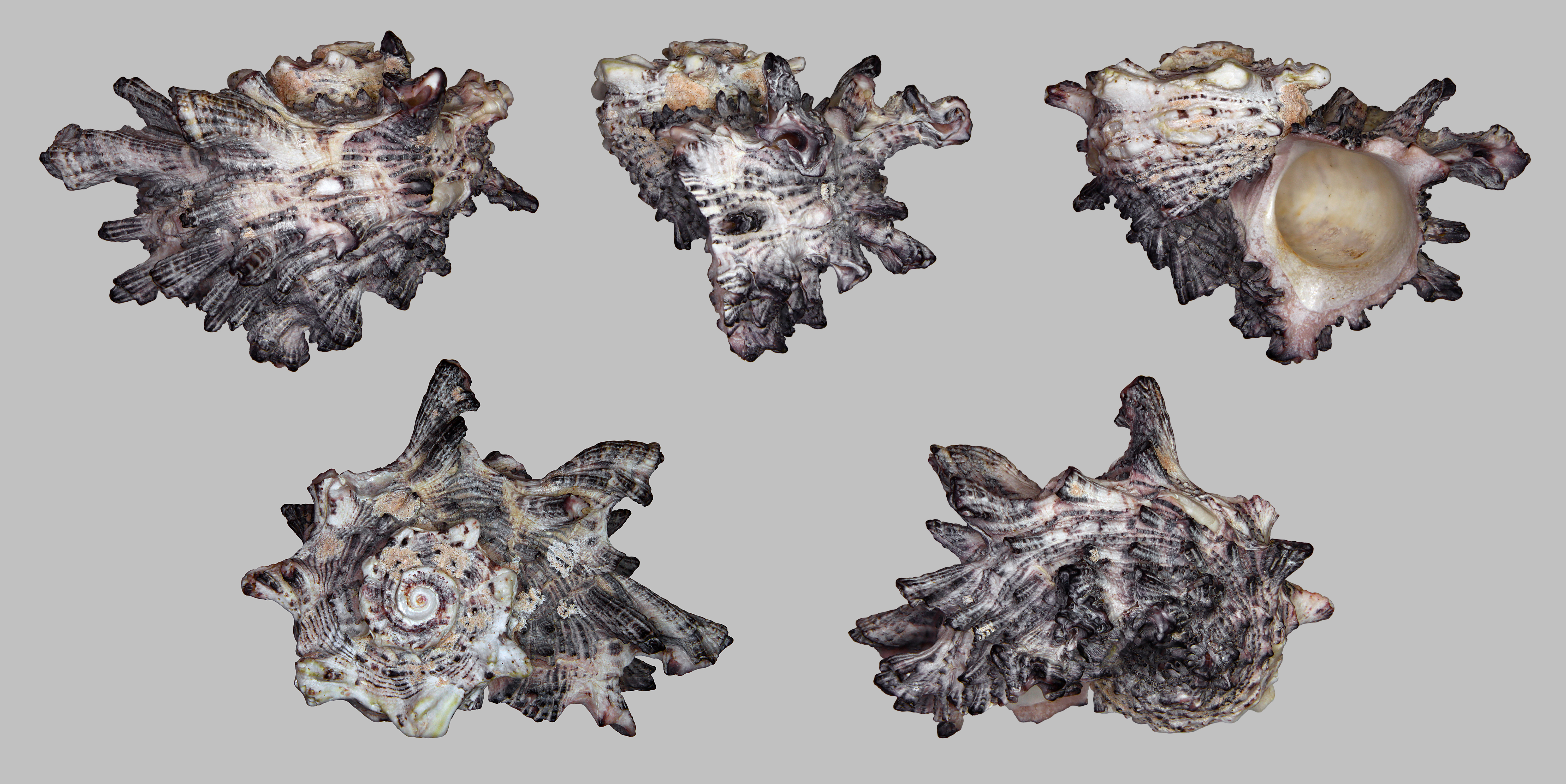
Angaria delphinus.
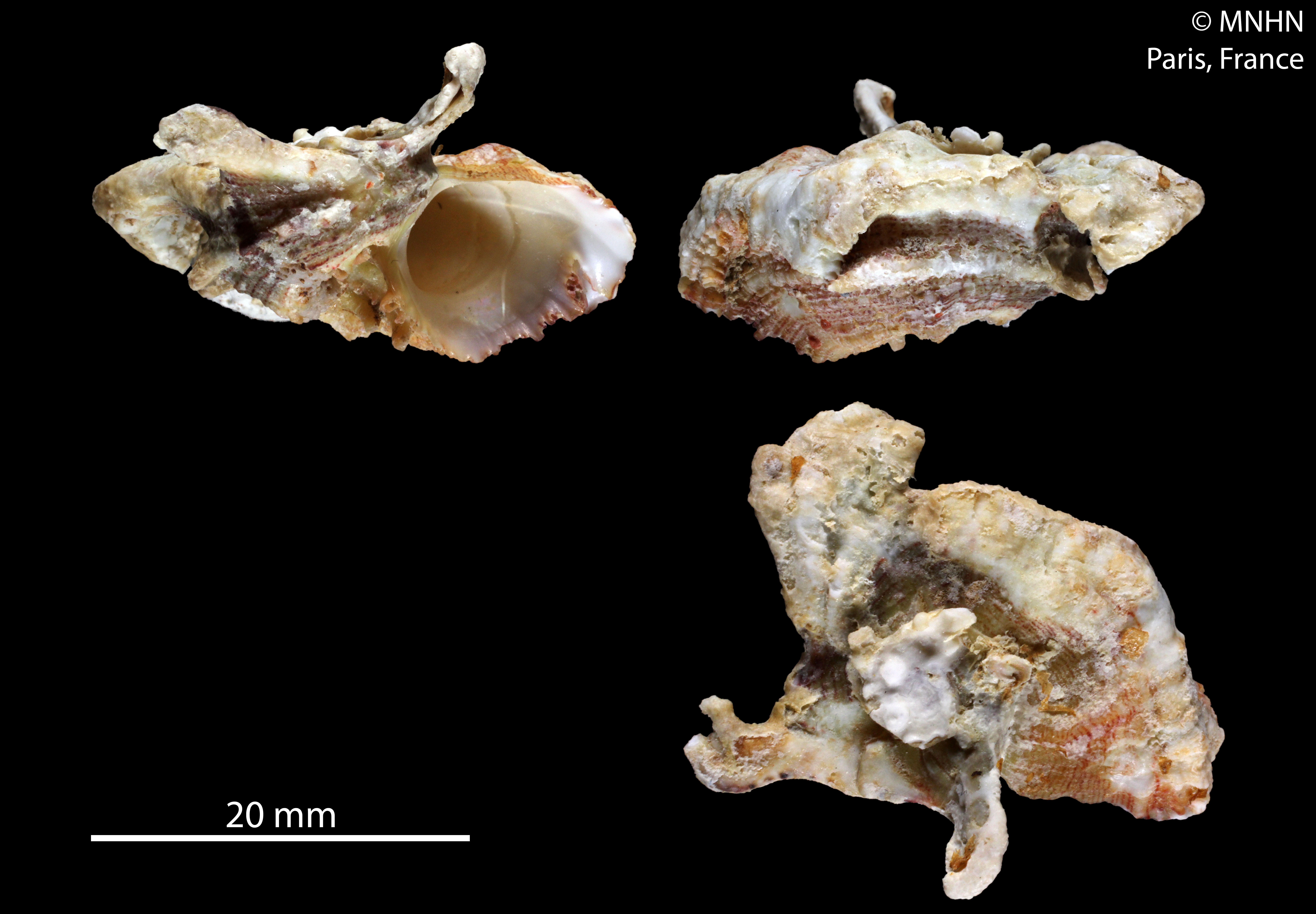
Angaria formosa.
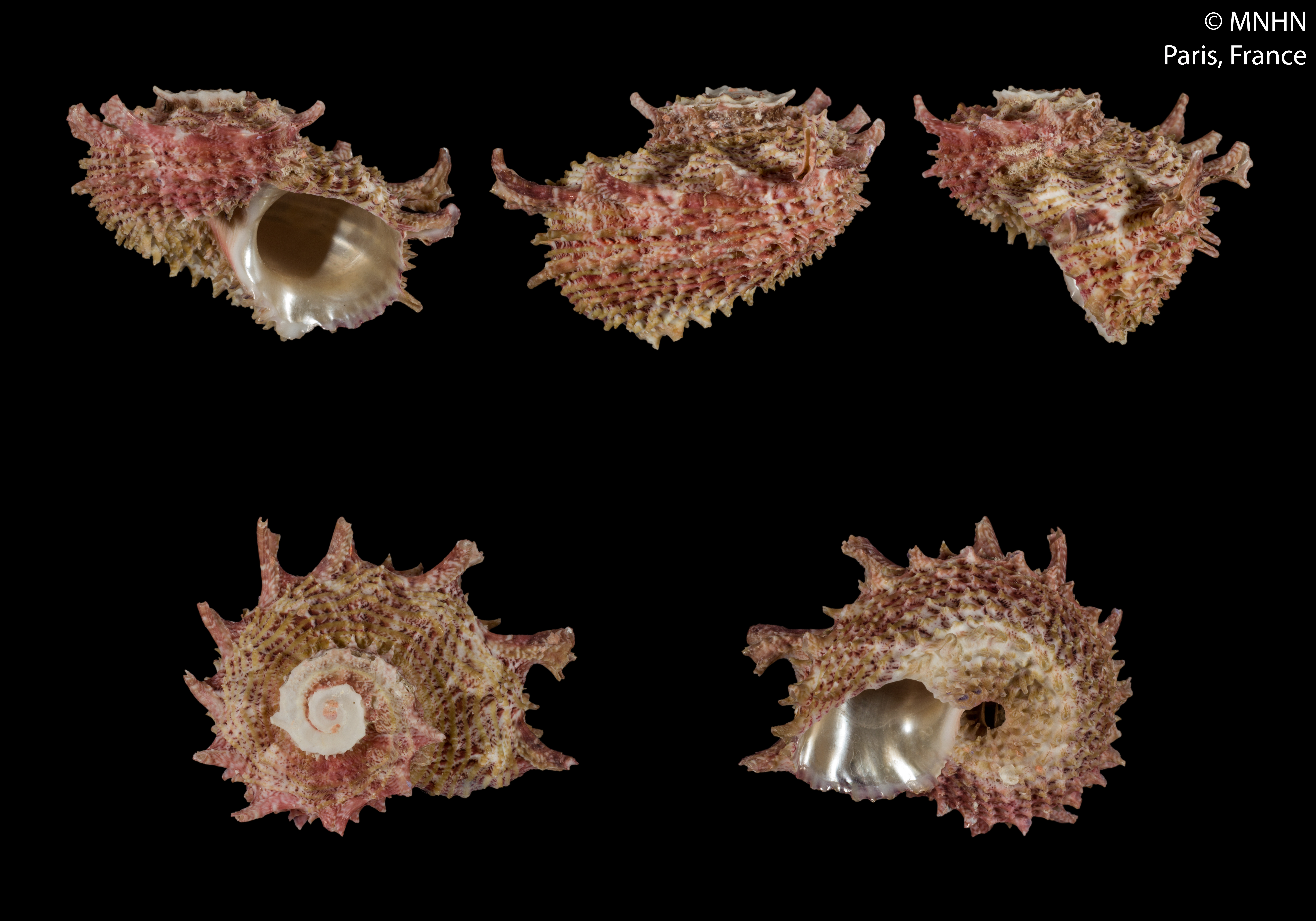
Angaria guntheri.
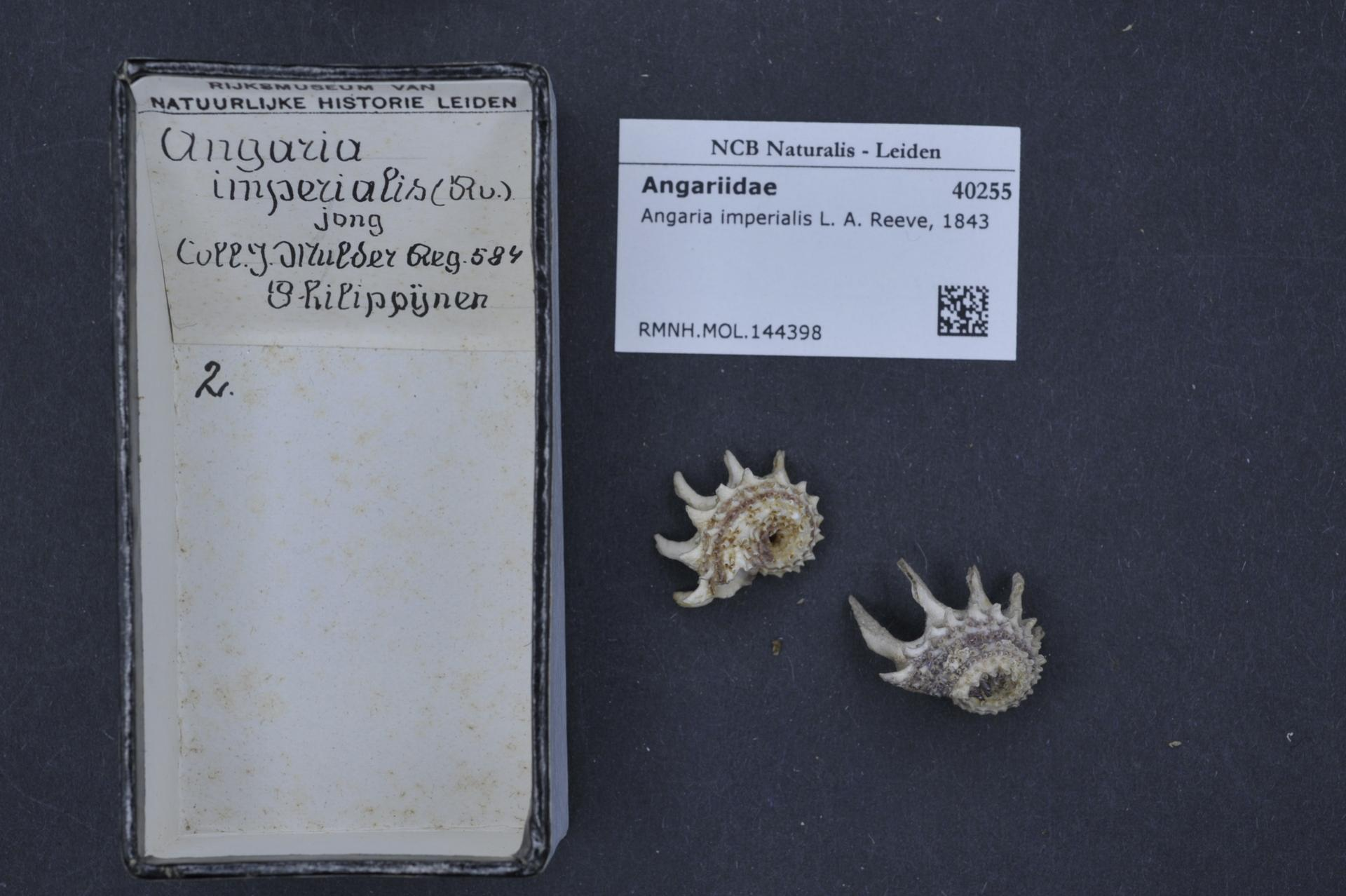
Angaria imperialis.
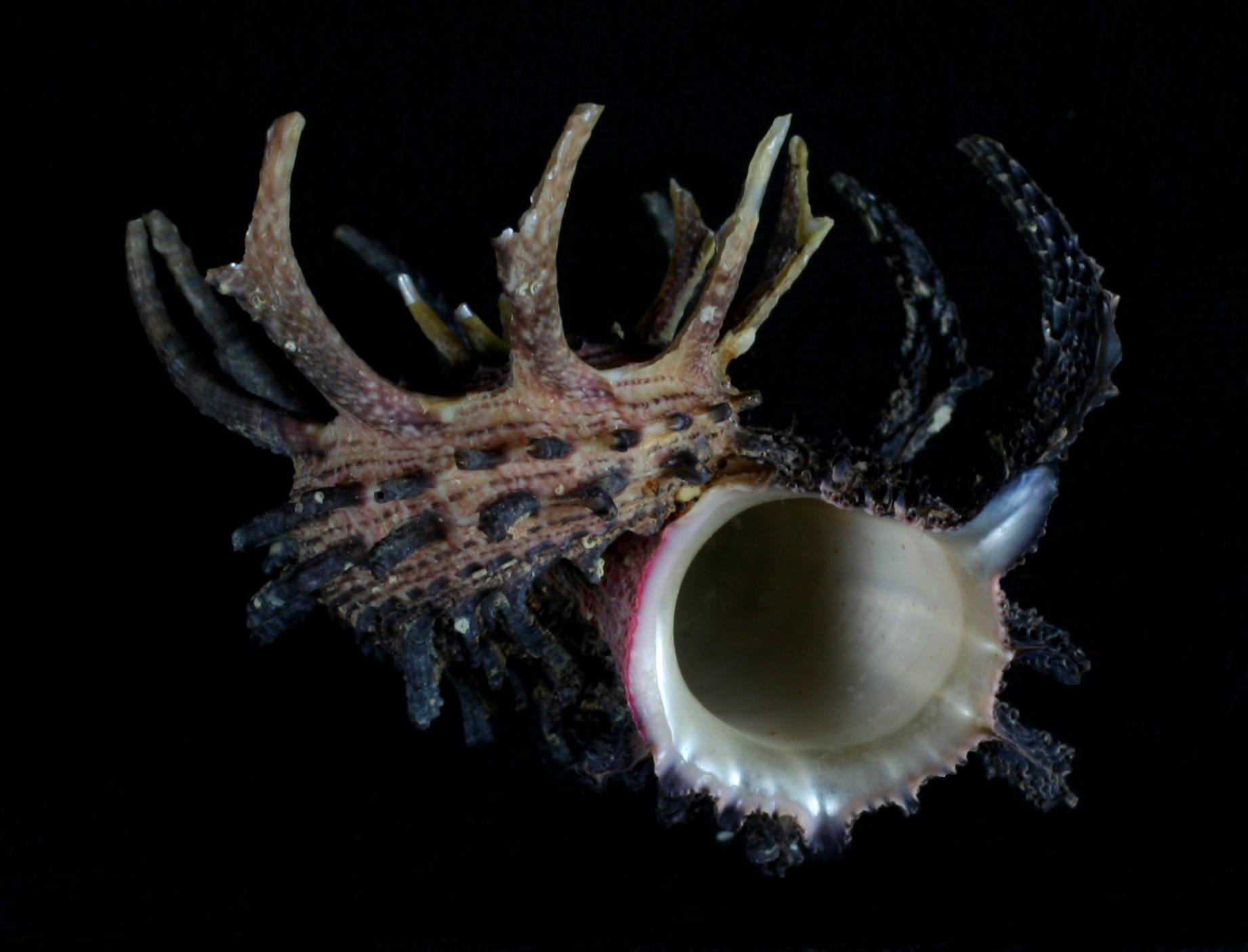
Angaria melanacantha.
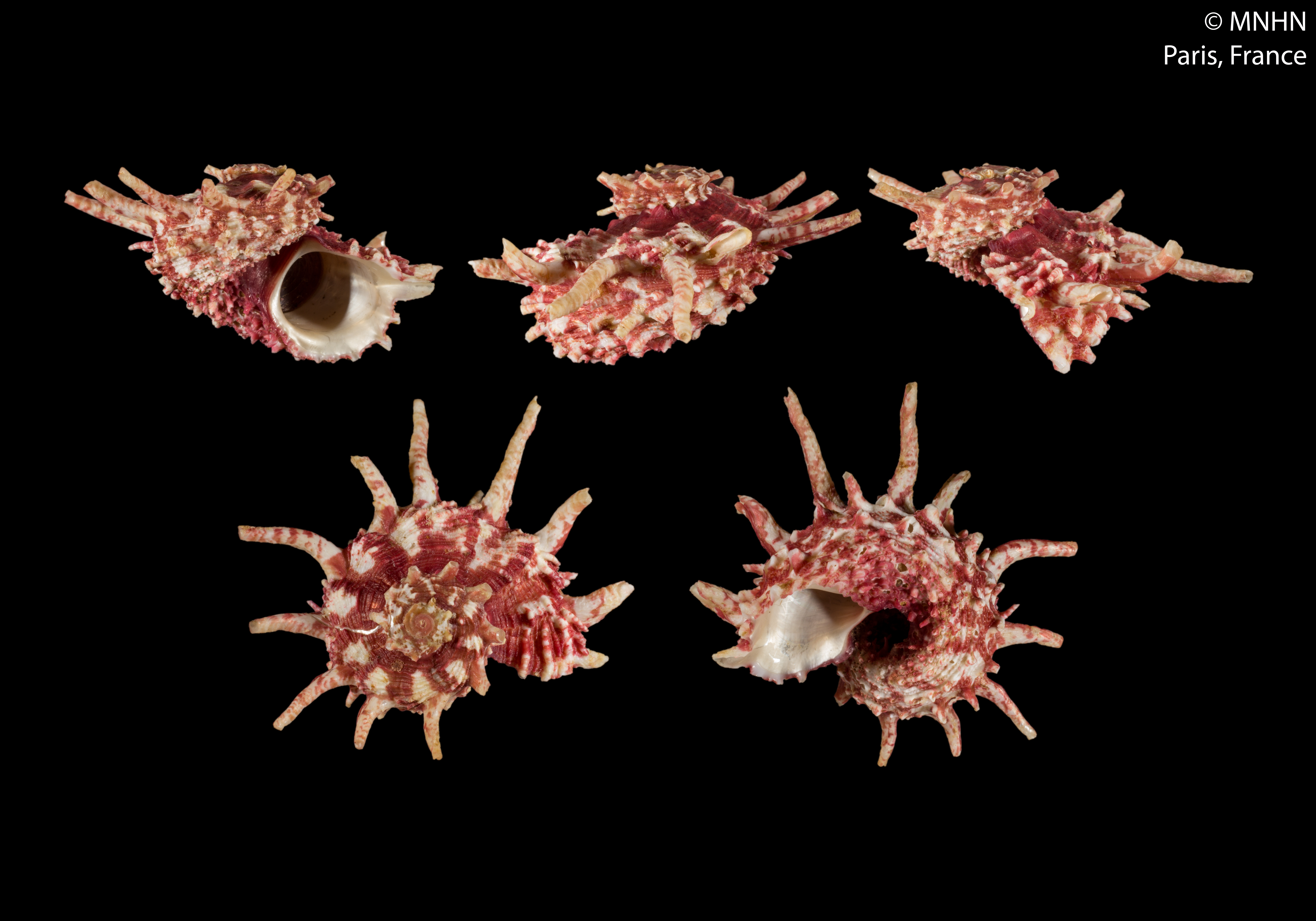
Angaria neocaledonica.
Angaria nodosa.
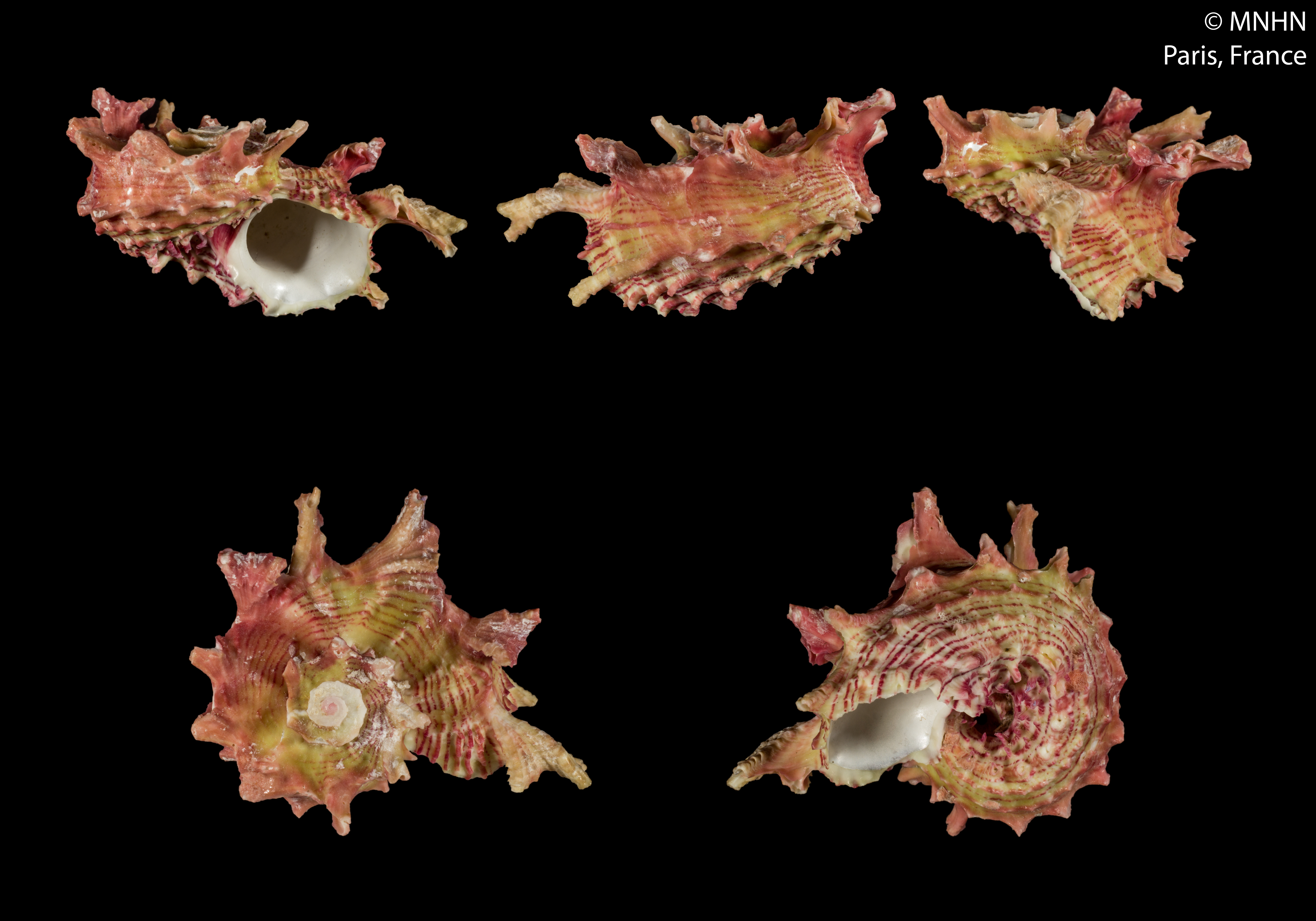
Angaria petuchi.
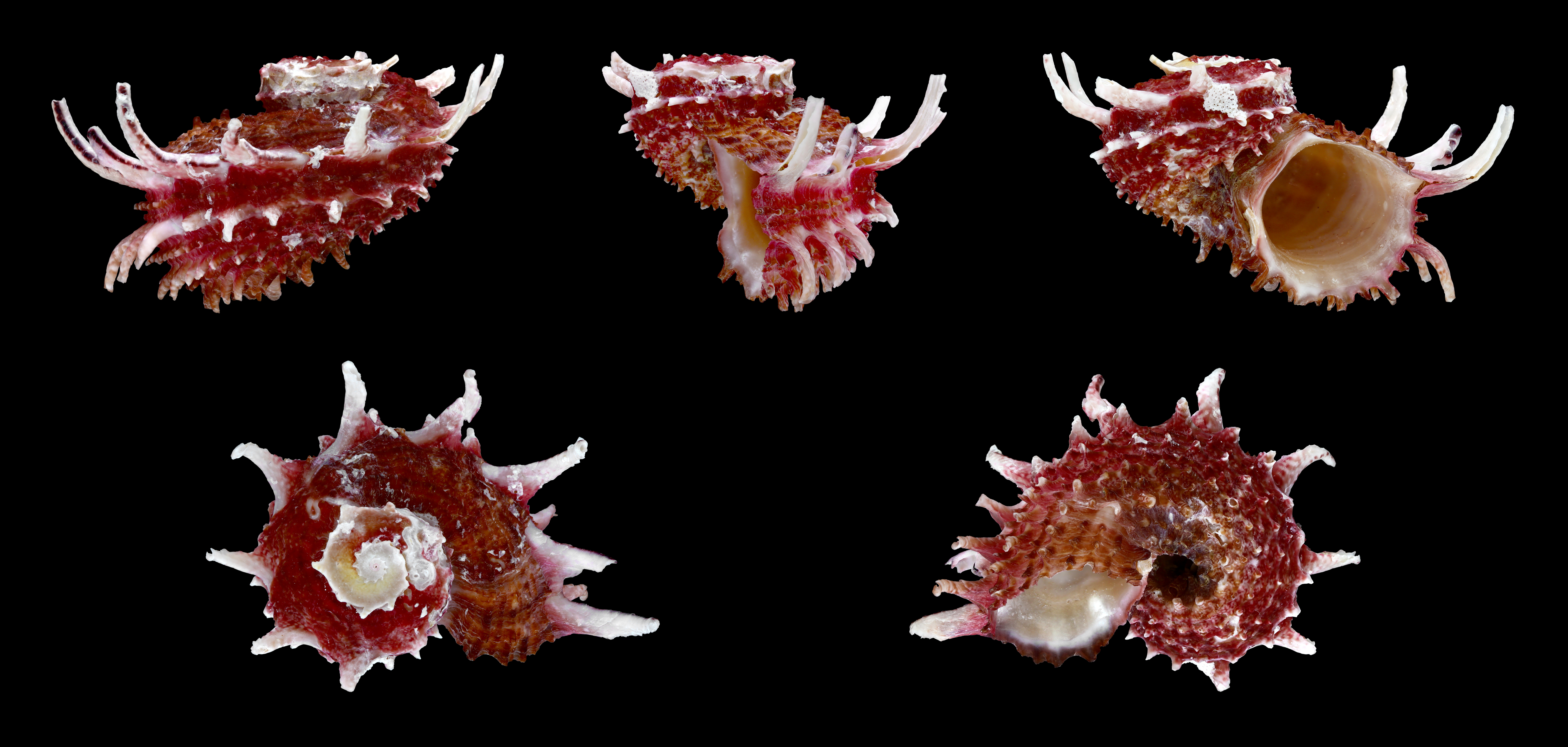
Angaria poppei.
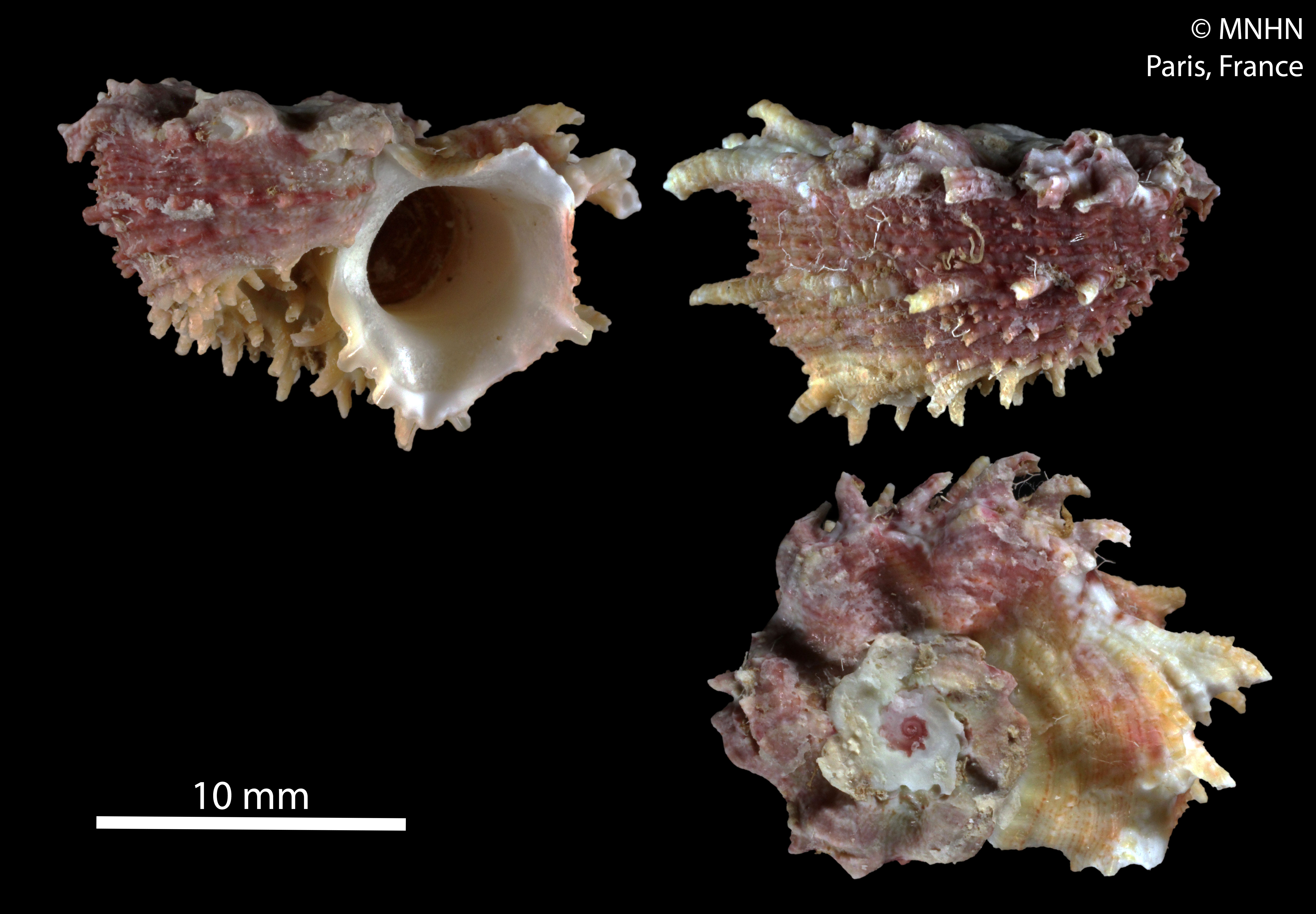
Angaria rubrovaria.
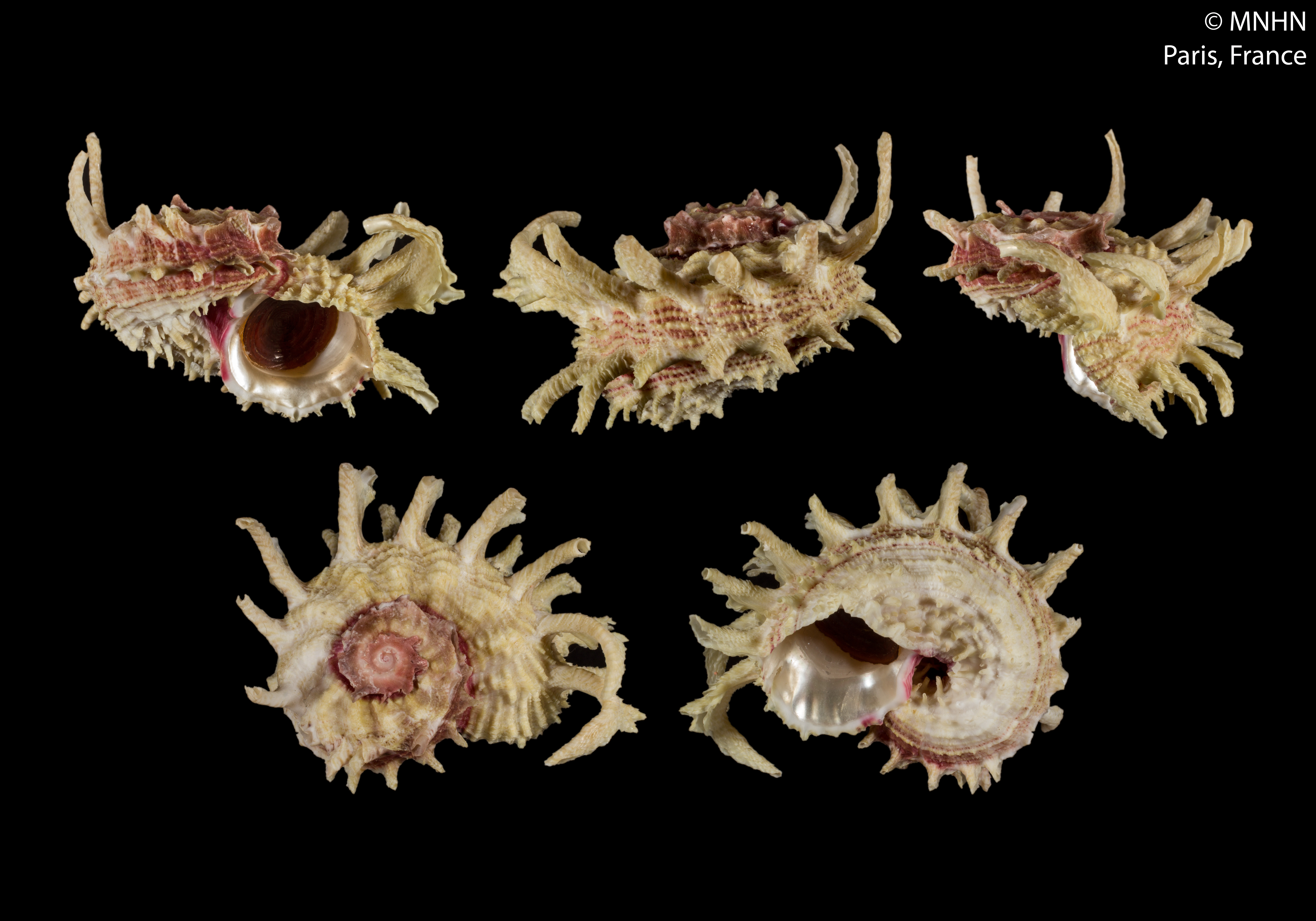
Angaria scalospinosa.
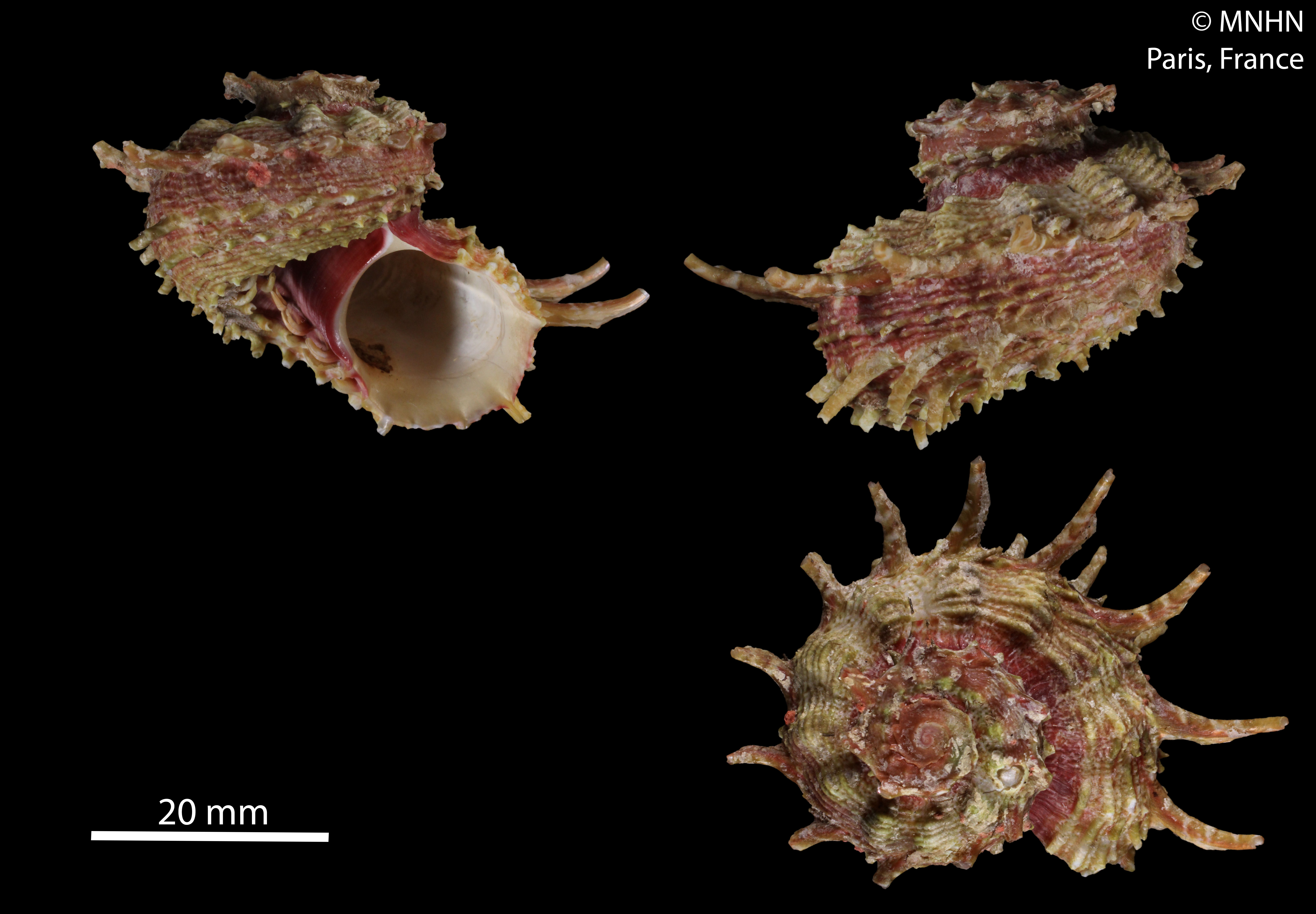
Angaria sphaerula.
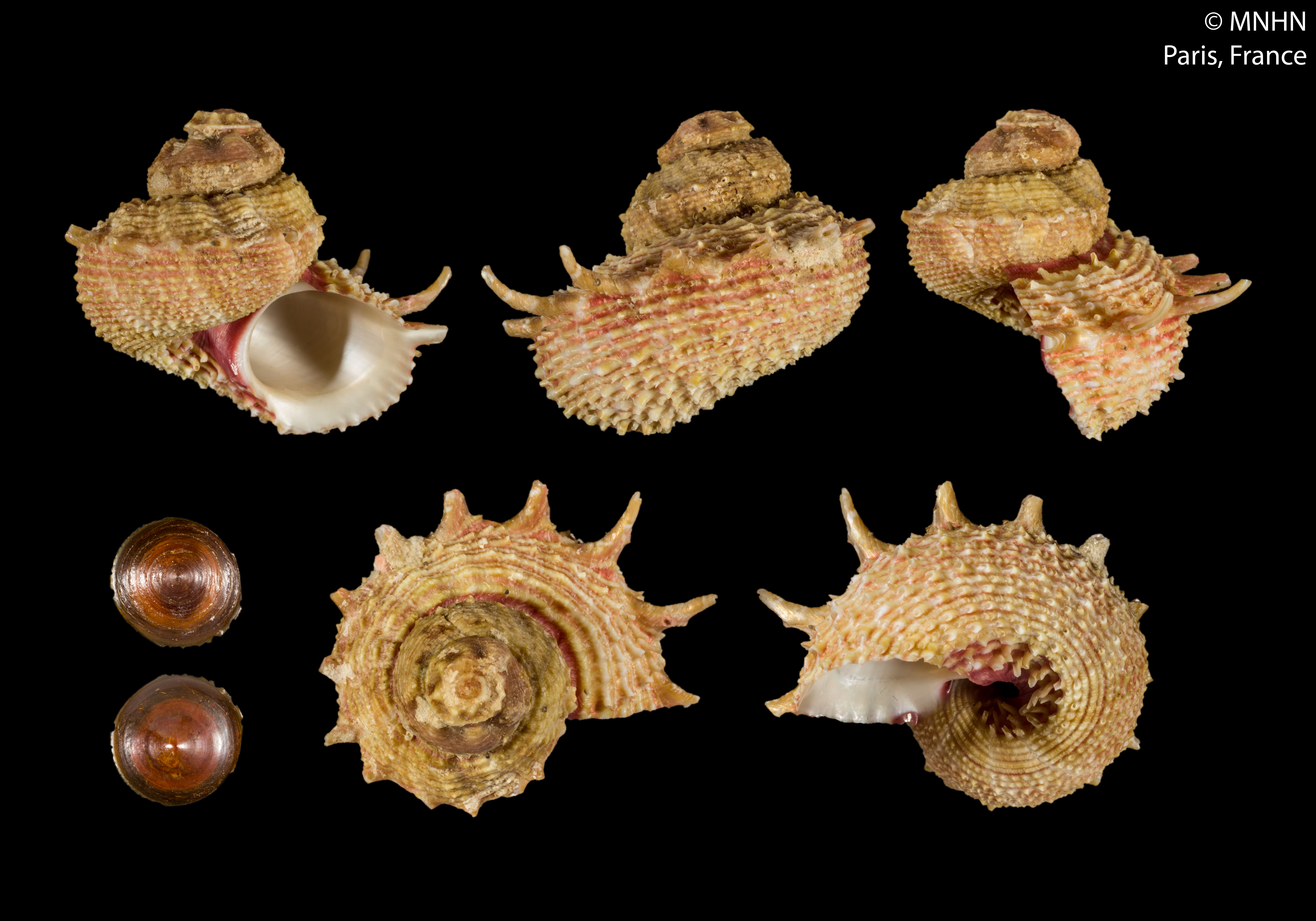
Angaria turpini.
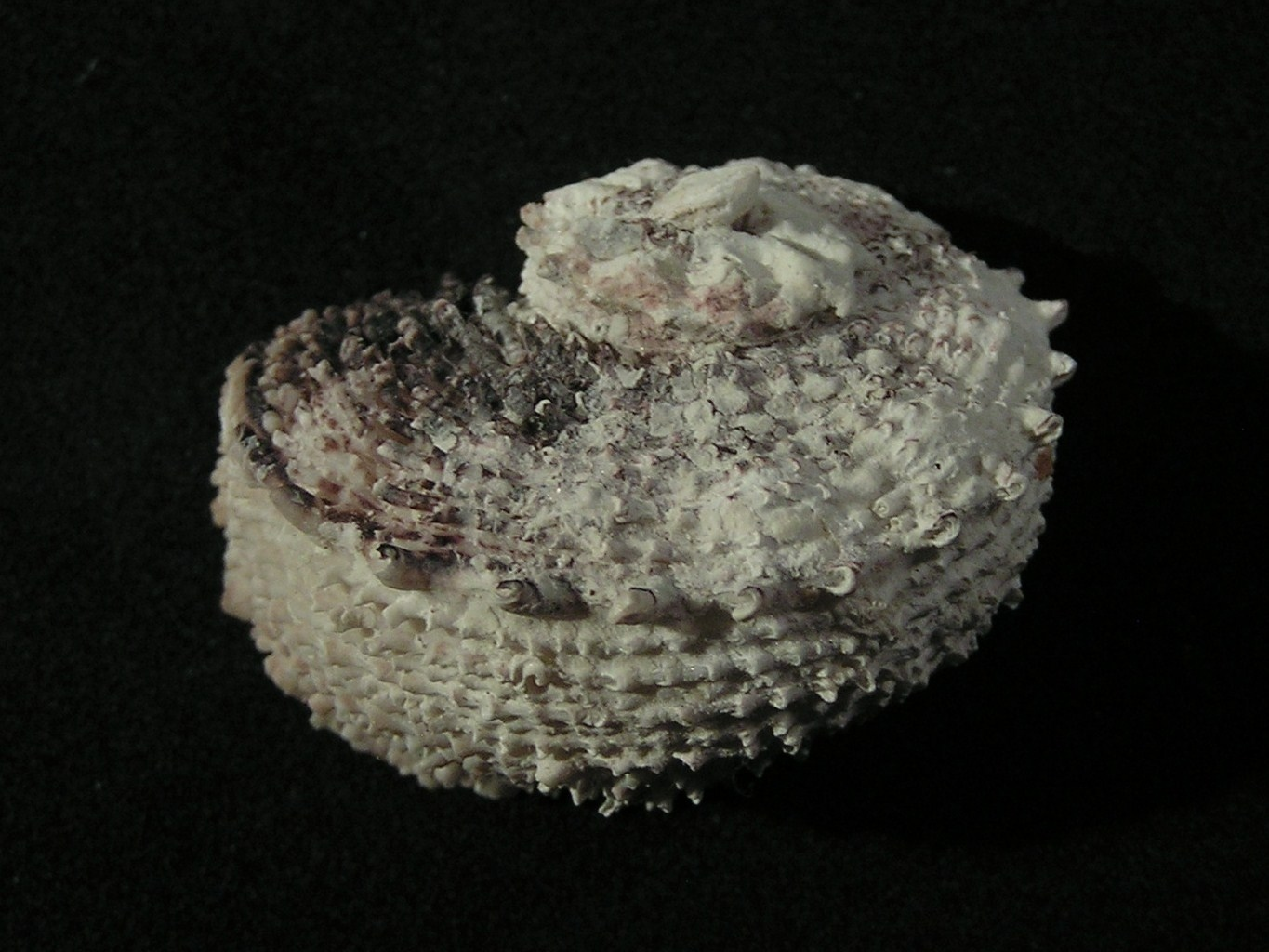
Angaria tyria.
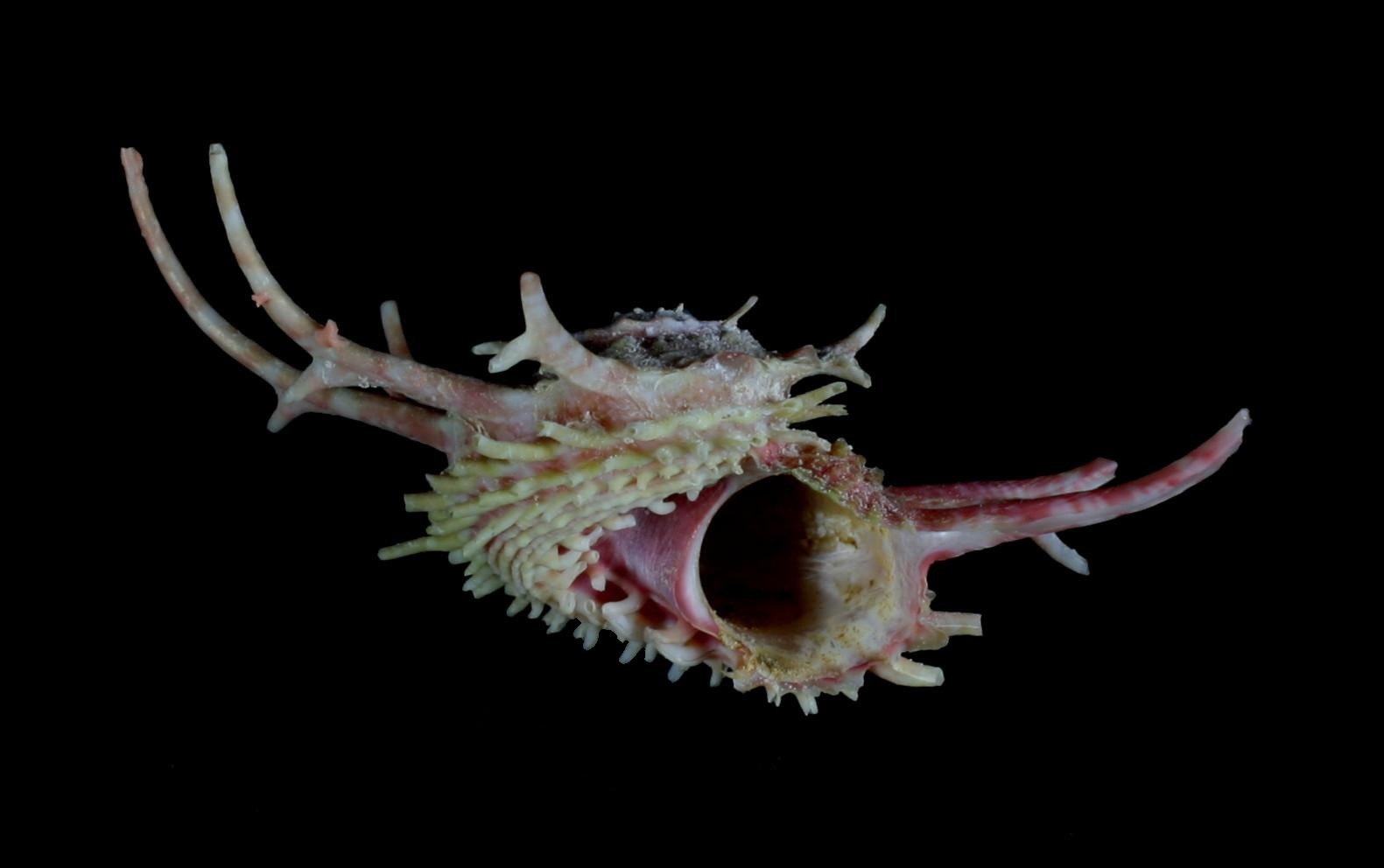
Angaria vicdani.
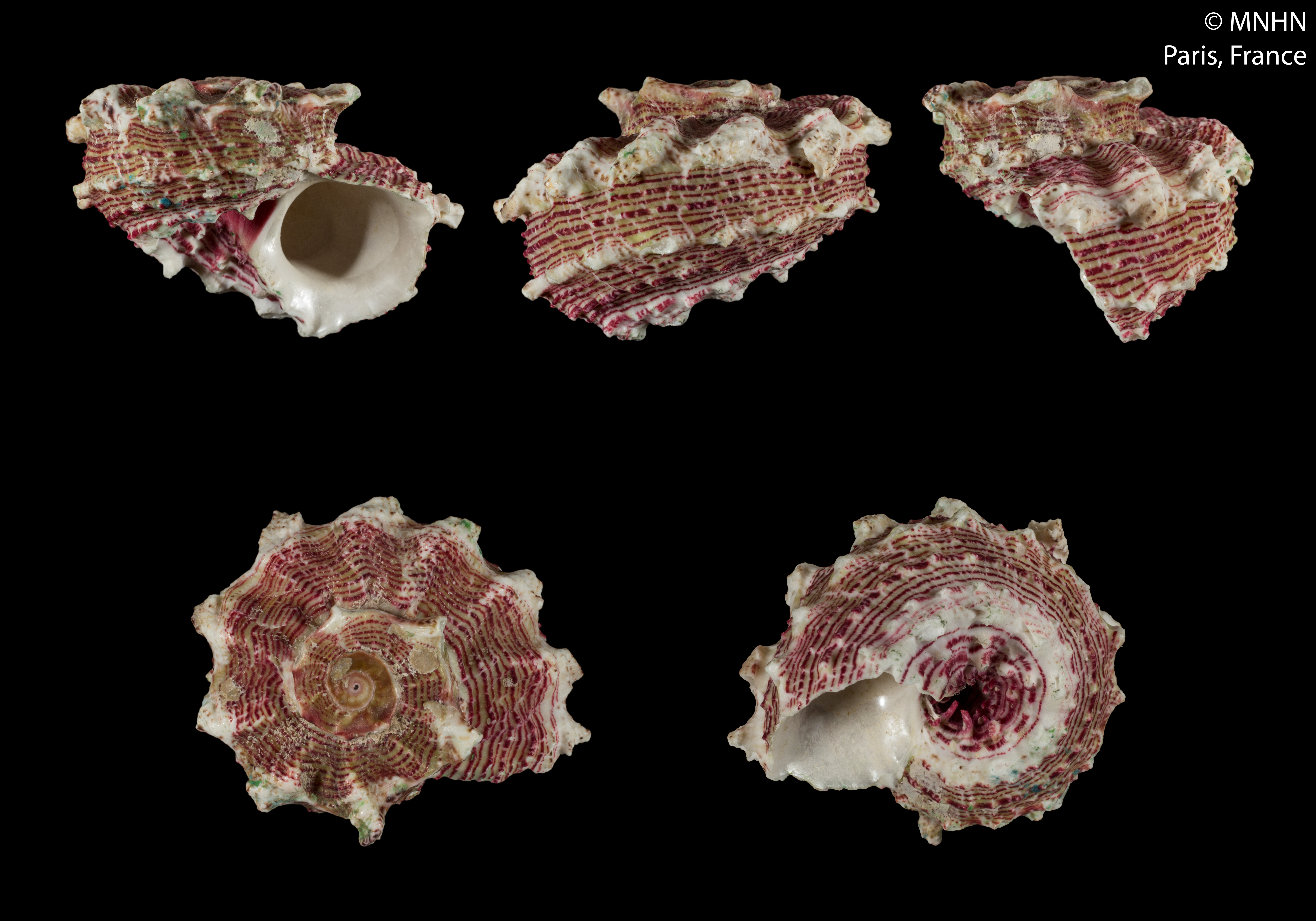
Angaria walleri.